# جيسي فاريل
جيسي فاريل هي مغنية وكاتبة غنائية كندية، ولدت في 10 أبريل 1979.

## وصلات خارجية
- الموقع الرسمي
- جيسي فاريل على موقع ميوزك برينز (الإنجليزية)
- جيسي فاريل على موقع أول ميوزيك (الإنجليزية)
- جيسي فاريل على موقع ديسكوغز (الإنجليزية)